# Хамади, Мухаммад Шамте
Мухаммад Шамте́ Хамади (фр. Muhammad Shamte Hamadi; 7 января 1907, Пемба — после 1964) — шейх, политический и государственный деятель Занзибара в период национально-освободительной борьбы, главный министр Занзибарского султаната с 5 июня 1961 по 24 июня 1963 года, премьер-министр Занзибара с 24 июня 1963 по 12 января 1964 года.
Крупный землевладелец из богатой ширазской семьи. В 1957 году вступил в партию Афро-Ширази, которую покинул в 1959 году, основав Народную партию Занзибара и Пембы, представлявшую в основном консервативную верхушку африканского населения и блокировавшуюся с арабской Занзибарской националистической партией. В 1961 году возглавил коалиционное правительство самоуправляемого султаната.
После провозглашения государственной независимости Занзибара с 24 июня 1963 по 12 января 1964 года занимал пост премьер-министра Занзибара от коалиции Народной партии Занзибара и Пембы и Занзибарской националистической партии.
12 января 1964 года африканские повстанцы в результате революции вооружённым путём свергли арабское правительство Занзибара премьер-министра шейха Мохаммеда Шамте Хамади и его кабинет.
Дальнейшая судьба неизвестна.